# Учение Аддая
Учение Аддая (также Учение Аддая апостола; сир. ܡܠܦܢܘܬܐ ܕܐܕܝ ܫܠܝܚܐ, Malp̄ānūṯā d-Addai Šlīḥā) — сирийский христианский текст, датируемый концом IV или началом V века. В тексте рассказывается идеализированная версия истории появления христианства в столице Осроены, Эдессе, а также легендарное описание проповеди апостола Аддая и его ученика Ма́ри в Месопотамии. «Учение Аддая апостола» повествует о том, что царь Осроены Авгарь V нарисовал образ Христа и доставил его в Эдессу.

## Содержание
Композиционная структура «Учение Аддая апостола» схожа с Евангелиями. Несмотря на возникшую путаницу в раннехристианских источниках двух апостолов: Фаддея от 12 и Фаддея от 70, главное действующее лицо «Учения Аддая» назван одним из 72-х учеников Христа. Сиролог Е. Н. Мещерская отмечает:
«Распространение легенды об Авгаре среди народов византийского круга сопровождалось её изменениями, к числу которых относится смешение апостольских имён Аддая и Фаддея, происшедшее при переходе легеды из сирийской среды в греческую».
В тексте описывается проповедь апостола Аддая народу, а затем своим ученикам. В «Учении Аддая» представлена идеализированная версия истории появления христианства в городе Эдессе — столице Осроены. Также в тексте приведена переписка царя Авгаря с Иисусом Христом. Приведённая переписка позволила некоторым исследователям считать Осроену первой страной, принявшей христианство в качестве государственной религии. Далее текст повествует о смерти апостола Аддая и о том, что епископ Антиохийский Серапион рукоположил первым епископом Эдессы ученика Аддая — Палута.
Полный текст памятника (в составе сборника, датируемого VI веком) сохранился в собрании Российской национальной библиотеки.

## Изучение
Сирийский текст «Учения Аддая» впервые был опубликован британским востоковедом Уильямом Кьюртоном по двум сирийским рукописям из коллекции Британского музея, в 1864 году («Ancient Syriac Documents relative to the earliest Establishment of Christianity in Edessa»). В 1876 году на основе списка (хранящегося в Российской национальной библиотеке) «Учение Аддая апостола» было издано британским востоковедом Джорджем Филлипсом («The Doctrine of Addai, the Apostle»). На русском языке «Учение Аддая апостола» было опубликовано советским сирологом Е. Н. Мещерской в составе исследования «Легенда об Авгаре – раннесирийский литературный памятник» в 1984 году.